# SNCAC NC.1072
Le NC.1072 est un projet de la Société nationale des constructions aéronautiques du Centre (SNCAC) visant à réaliser une version de chasse de son programme NC.1071.

## Histoire
En octobre 1947, la SNCAC décide de moderniser l'un de ses prototypes de bombardier naval en l'équipant de turboréacteur. Ce projet, alors désigné NC.1071, bien que n'ayant aucun avenir industriel faute de crédits mena quand même à la construction d'un prototype qui effectua quelques vols avant d'être arrêté au début de 1950. Entretemps en 1948-1949, le projet de transformer la NC.1071 en appareil de chasse vit le jour et fut désigné NC.1072.
Des études furent menées mais n'aboutirent pas. Le projet fut abandonné fin 1949 faute à des performances jugées insuffisantes par l'armée de l'air. En effet à cette époque les bombardiers en développement étaient prévus pour voler à Mach 0,80 et le chasseur se serait trouvé dans l'impossibilité de les rattraper.

## Description
Le NC.1072 étant dérivé du NC.1071, il en reprenait la configuration : c'était un biréacteur à ailes médianes, fuselage triple corps et train tricycle. Les moteurs étaient situés dans des berceaux placés de part et d'autre du fuselage et sur lesquels reposaient deux dérives surmontées du plan horizontal. Les ailes possédaient une flèche de 17° au bord d'attaque. Par rapport au NC.1071, l'envergure était légèrement réduite à cause de la suppression des saumons, les dérives recevaient un flèche à 40° et une arête de raccordement et le plan horizontal troquait ses extrémités arrondies par d'autres trapézoïdales. Du côté du fuselage, le maître-couple était réduit  et les extrémités étaient bien mieux profilées. Dans sa partie supérieure étaient logés les réservoirs de carburant. Les deux membres d'équipage étaient placés en tandem sous un verrière bombée. Chaque poste était protégé et doté d'un siège éjectable. Le train d'atterrissage se voyait équipé de pneus haute pression et les jambes du train principal se rétractaient sur le côté des fuseaux réacteurs.
Côté armement, l'appareil devait recevoir quatre canons lourds Hispano-Suiza de 30 mm et au choix suivant la mission : un casier de 30 roquettes de 90 mm pour les missions dites « tout-temps » ou quatre missiles air-air filoguidés fabriqués par Arsenal pour les missions de « torpillage aérien ». Le nez de l'appareil aurait par ailleurs accueillit un radar de chasse AP 56.
L'appareil était propulsé par deux turboréacteurs Rolls-Royce Nene produits sous licence par Hispano-Suiza. Le constructeur prévoyait en outre de monter des moteurs-fusées d'appoint dans l'arrière du fuselage.

## Sources
- Jean Cuny, Les avions de combat français 1944-1960, vol. 2 : Chasse lourde, bombardement, assaut, exploration, Paris, Éditions Larivière, coll. « Docavia », octobre 1989, 279 p., p. 35-36

### Développement lié
SNCAC NC.1070 - SNCAC NC.1071 - SNCAC NC.1072